# Доброва (Целє)
Доброва (словен. Dobrova) — поселення в общині Целє, Савинський регіон, Словенія. 
Висота над рівнем моря: 262,9 м.